# Debelo Brdo II
Debelo Brdo II – wieś w Chorwacji, w żupanii licko-seńskiej, w mieście Gospić. W 2011 roku liczyła 8 mieszkańców.